# Idálio de Oliveira
Idálio Ferreira de Oliveira OSE (Vilarinho do Bairro, Anadia, 14 de fevereiro de 1912 – Lisboa, 8 de outubro de 1997) foi um médico radiologista português, tendo sido pioneiro na instalação de tecnologias de diagnóstico e terapêutica do cancro na Península Ibérica.
Licenciado pela Faculdade de Medicina da Universidade de Lisboa em 1933, especializou-se em Radiologia e Radioterapia. Inaugurou o seu consultório ("Clínica Dr. Idálio de Oliveira", ainda hoje em funcionamento sob a designação "Instituto de Radiologia Médica Doutor Idálio Oliveira") em 1945. Ali montou a primeira bomba de cobalto, o primeiro acelerador linear, o primeiro aparelho de TAC e o primeiro aparelho de ressonância magnética da Península Ibérica. Foi igualmente pioneiro na técnica de angiografia digital em Portugal.
Paralelamente, exerceu nos Hospitais Civis de Lisboa, tendo sido nomeado director de Radiologia do Hospital de Santo António dos Capuchos em 1956, cargo que exerceu durante dezanove anos. Estabelecia transferências de doentes entre o hospital e o seu consultório, a fim de poderem ser sujeitos a exames por equipamentos por si adquiridos, e que não estariam disponíveis em qualquer outro ponto do país.
Exerceu também radioterapia no Instituto Português de Oncologia de Lisboa, a convite de Francisco Gentil.
Em 1983, foi condecorado com o grau de Oficial da Ordem Militar de Sant'Iago da Espada, pelo Presidente da República António Ramalho Eanes.
Nuca casou ou constituiu família. Faleceu em 1997. O seu nome é recordado na toponímia de Oeiras, na freguesia de Carnaxide (Largo Idálio de Oliveira).